# بينتو تيكسيرا
بينتو تيكسيرا (بالبرتغالية: Bento Teixeira‏) هو شاعر برتغالي، ولد في 1561 في بورتو في البرتغال، وتوفي في 1618 في لشبونة في البرتغال.